# Schleicht, spielende Wellen, und murmelt gelinde
Schleicht, spielende Wellen, und murmelt gelinde (BWV 206) ist eine weltliche Kantate von Johann Sebastian Bach, die er in Leipzig komponierte und am Geburtstag von August III. am 7. Oktober 1736 aufführte.

## Geschichte und Text
Bach komponierte diese Kantate für König August III.; sie wurde an dessen 40. Geburtstag 1736 durch das Collegium Musicum im Café Zimmermann in Leipzig uraufgeführt. Eine zweite Aufführung fand am 3. August 1740 statt, wiederum im Café Zimmermann.
Der Librettist des Werkes ist unbekannt, könnte jedoch Christian Friedrich Henrici (auch als Picander bekannt) gewesen sein. Diese Kantate zählt zu Bachs Werken für Festlichkeiten der Universität Leipzig.

## Besetzung und Aufbau
Die Kantate enthält vier Vokalstimmen (Pleiße – Sopran, Donau – Alt), Elbe – Tenor und Weichsel – (Bass) sowie einen vierstimmigen Chor (SATB). Besetzt ist sie mit drei Trompeten, einem Satz Pauken, drei Flöten, zwei Oboen, zwei Oboe d’amoren, zwei Violinen, einer Viola und dem Generalbass.
Die Kantate hat elf Sätze.
1. Chor: Schleicht, spielende Wellen, und murmelt gelinde
2. Rezitativ (Bass): O glückliche Veränderung
3. Arie (Bass): Schließ des Janustempels Türen
4. Rezitativ (Tenor): So recht beglückter Weichselstrom
5. Arie (Tenor): Jede Woge meiner Wellen
6. Rezitativ (Alt): Ich nehm zugleich an deiner Freude teil
7. Arie (Alto): Reis von Habsburgs hohem Stamme
8. Rezitativ (Sopran): Verzeiht, bemooste Häupter starker Ströme
9. Arie (Sopran): Hört doch der sanften Flöten Chor
10. Rezitativ (SATB): Ich muss, ich will gehorsam sein
11. Chor: Die himmlische Vorsicht der ewigen Güte

## Aufnahmen
- Amsterdam Baroque Orchestra & Choir, Ton Koopman: J. S. Bach: Complete Cantatas Vol. 5. Erato, 1996.
- Gächinger Kantorei Stuttgart / Bach-Collegium Stuttgart, Helmuth Rilling: Edition Bachakademie Vol. 64. Hänssler Verlag, 1994.
- Kammerchor Stuttgart / Concerto Köln, Frieder Bernius: J. S. Bach: Secular Cantatas BWV 206 & 207a. Sony Classical, 1990.